# Коди (Небраска)
Коди (енгл. Cody) град је у америчкој савезној држави Небраска.

## Демографија
По попису из 2010. године број становника је 154, што је 5 (3,4%) становника више него 2000. године.
| Група             | 2000.       | 2010.       |
| Белци             | 141 (94,6%) | 143 (92,9%) |
| Афроамериканци    | 0 (0,0%)    | 0 (0,0%)    |
| Азијати           | 4 (2,7%)    | 0 (0,0%)    |
| Хиспаноамериканци | 0 (0,0%)    | 0 (0,0%)    |
| Укупно            | 149         | 154         |